# Françoise Lugagne
Françoise Pauline Marguerite Marie Lugagne,  née le 10 août 1914 à Marseille (Bouches-du-Rhône) et morte d'un cancer le 3 mai 1991 à Puéchabon (Hérault), est une actrice française.

## Biographie
Elle a été mariée en secondes noces avec l'acteur et réalisateur belge Raymond Rouleau avec lequel elle a eu deux fils : Philippe Rouleau et Fabrice Rouleau. De son premier mariage était née une fille, Anne Basquin, décoratrice d'intérieur.
Essentiellement mise en scène par son mari Raymond Rouleau au théâtre, elle a notamment incarné, au cinéma, l'épouse effacée, mais amoureuse de Landru de Claude Chabrol (1963) et l'épouse frigide et maniaque du Journal d'une femme de chambre de Luis Buñuel (1964).
Elle est inhumée au cimetière annexe de Puéchabon.

## Filmographie

### Cinéma
- 1945 : Falbalas de Jacques Becker : Anne-Marie
- 1950 : Méfiez-vous des blondes d'André Hunebelle : Janine Lambert
- 1957 : Les Sorcières de Salem de Raymond Rouleau : Jane Putnam
- 1963 : Landru de Claude Chabrol : Catherine Landru
- 1964 : Le Journal d'une femme de chambre de Luis Buñuel : Madame Monteil
- 1970 : Tropique du Cancer de Joseph Strick : Irène
- 1971 : Les Stances à Sophie, de Moshé Mizrahi : Madame Aignan
- 1976 : Monsieur Albert de Jacques Renard : Peggy
- 1978 : Le Dossier 51 de Michel Deville : Madame Auphal
- 1983 : La Petite Bande de Michel Deville : la vieille dame

### Télévision
- 1968 : Les Enquêtes du commissaire Maigret, série télévisée - épisode : Signé Picpus de Jean-Pierre Decourt : Madame Le Cloagen
- 1969 : Laure, série télévisée de Moshé Mizrahi
- 1971 : Les Papiers d'Aspern, téléfilm de Raymond Rouleau
- 1971 : Le Prussien, téléfilm de Jean L'Hôte : Lucie
- 1973 : L'amour malgré toi, téléfilm de Françoise Dumayet
- 1973 : L'Inconnu, téléfilm de Youri
- 1974 : Entre toutes les femmes, téléfilm de Maurice Cazeneuve : Mamie
- 1974 : Frankenstein: Une histoire d'amour, téléfilm de Bob Thénault
- 1974 : Plaies et bosses, téléfilm d'Yves-André Hubert
- 1975 : La Mort d'un guide, téléfilm de Jacques Ertaud : Lucienne Falavier
- 1979 : Le Comte de Monte-Cristo, série télévisée de Denys de la Patellière : La marquise de Saint-Méran
  - épisode 1 :  Le prisonnier du château d'If
  - épisode 2 : Le Trésor du Cardinal
  - épisode 3 : Le Revenant
  - épisode 4 : Les Scélérats

## Théâtre
- 1940 : Le Loup-Garou de Roger Vitrac, mise en scène Raymond Rouleau, Théâtre des Noctambules
- 1941 : Mon Royaume est sur la Terre de Jean-François Noël, mise en scène Raymond Rouleau, Théâtre Hébertot
- 1949 : Le Sourire de la Joconde d'Aldous Huxley, mise en scène Raymond Rouleau, Théâtre de l'Œuvre
- 1950 : La neige était sale de Frédéric Dard d'après Georges Simenon, mise en scène Raymond Rouleau, Théâtre de l'Œuvre
- 1947 : Rue des anges de Patrick Hamilton, adaptation Louis Verneuil, mise en scène Raymond Rouleau, Théâtre de Paris
- 1955 : Pour le meilleur et le pire de Clifford Odets, mise en scène Raymond Rouleau, Théâtre des Mathurins
- 1961 : Les Papiers d'Aspern de Michael Redgrave d'après Henry James, adaptation Marguerite Duras, Robert Antelme, mise en scène Raymond Rouleau, Théâtre des Mathurins
- 1969 : Noces de sang de Federico García Lorca, mise en scène Raymond Rouleau, Théâtre des Célestins
- 1976 : Les Dames du jeudi de Loleh Bellon, au théâtre des Champs Élysées
- 1983 : Le Pélican d'August Strindberg, mise en scène Alain Françon, Bonlieu Espace 300 Annecy, Théâtre de l'Athénée-Louis-Jouvet